# Pedro Pablo Abarca de Bolea, 10:e greve av Aranda

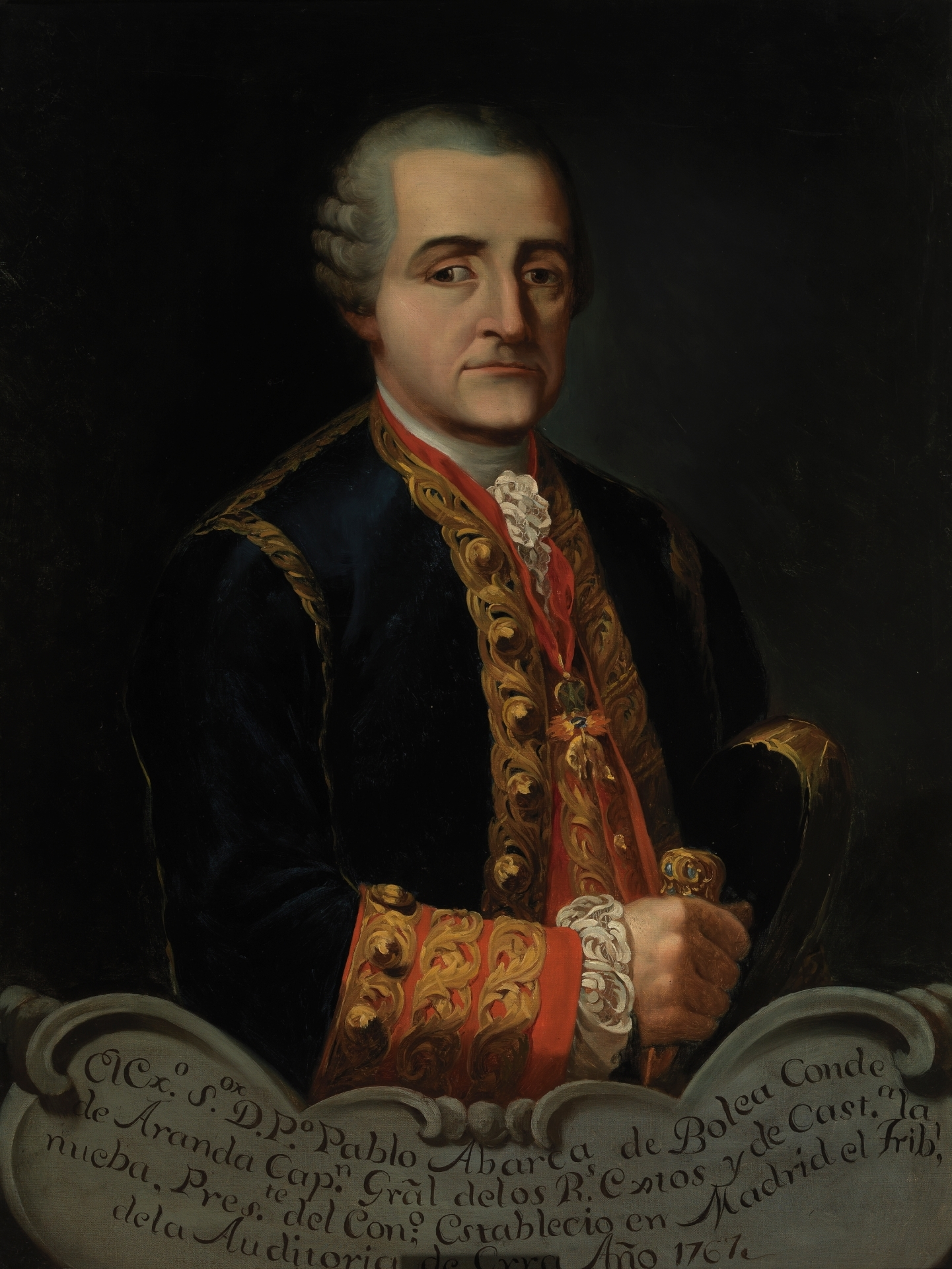
Pedro Pablo Abarca de Bolea, greve av Aranda

Pedro Pablo Abarca de Bolea, 10:e greve av Aranda, född 1718 och död 1799, var en spansk statsman.

## Biografi
Arnada utnämndes 1766 av den reformvänlige Karl III till generalståthållare över Kastilien och president i provinsens råd. Aranda, som var en irvig anhängare av upplysningens idéer, avskaffade kyrkliga missbruk, sörjde för klostertukten, ombildade inkvisitionen och genomdrev 1767 jesuiternas fördrivande från Spanien. I den yttre politiken var han en lidelsfull motståndare till England. Sedan Karl III på grund av folket missnöje måste låta honom falla, var han 1773-87 sändebud i Paris. 1792 återfick han sin forna maktställning, men störtades samma år av drottningens gunstling Manuel Godoy.